# Oroszlán
Az oroszlán (Panthera leo) a macskafélék (Felidae) családjába tartozó emlős.  A tigris után ez a legnagyobb termetű és legelterjedtebb „nagymacska”; a hím hatalmas, izmos testének, fejedelmi sörényének köszönhető impozáns megjelenése miatt közmondásosan az állatok királyának is nevezik. Vadon élő állománya rohamosan csökken, afrikai falkái tíz év alatt szinte megfeleződtek. A földrészen alig 25 000 példány maradt, természetvédelmi státusza sebezhetőre módosult.  
Gyakran külön fajnak tekintik a kihalt európai barlangi oroszlánt (Panthera spelaea faj vagy Panthera leo spelaea alfaj), mely az utolsó jégkorszakban együtt élt az emberrel, valamint a szintén kihalt amerikai oroszlánt (Panthera leo atrox vagy Panthera atrox), amely közeli rokonságban állt az európai barlangi oroszlánnal. (Nem összekeverendő a „hegyi oroszlánnak” is nevezett amerikai pumával.)
Az oroszlán visszatérő jelkép volt a királyi és lovagi címerpajzsokon, főként Nagy-Britanniában, ahol a Brit Birodalom szimbóluma lett. Az oroszlánok a kínai művészetben is sűrűn megjelennek, annak ellenére, hogy soha nem éltek Kínában. Nincs még egy olyan állat, melynek több figyelmet szenteltek volna a művészetben és az irodalomban. Az oroszlán már a kőkori barlangrajzokon is látható és százharmincszor fordul elő a Bibliában (mint az ókorban a Közel-Keleten élő állat).

## Előfordulása
Az oroszlánok Fekete-Afrika legnagyobb részén megtalálhatók. Főleg a fás területeken fordulnak elő, de megtalálhatók a félsivatagos és bozótos helyeken is. Korábban az európaiak mértéktelen vadászata miatt Afrika oroszlánállománya megcsappant, és egyes alfajok, mint a fokföldi oroszlán, ki is haltak. Ma a legtöbb oroszlán Közép-Afrika és Dél-Afrika országaiban él (Botswana, Angola, Mozambik, Zambia, Kongói Demokratikus Köztársaság). Ennél kisebb a kelet-afrikai és a kevéssé ismert nyugat-afrikai oroszlánpopuláció. A nyugat-afrikai oroszlán (Panthera leo senegalensis alfaj) példányszáma 20 000 köré tehető. Az 1940-es évek közepén még 70 000 oroszlán élt a Földön.
A hajdani észak-afrikai oroszlánok a berber oroszlán (Panthera leo leo) alfajhoz tartoztak. Valaha Marokkótól Egyiptomig sűrűn előfordultak. A legnagyobb testméretű oroszlán-alfaj volt, és a hímek sokkal terjedelmesebb sörénnyel rendelkeztek más fajtákénál. Az ókori Róma uralkodók berber oroszlánokat használtak a kegyetlen cirkuszi viadalokhoz, például tigrisek ellen, ahol rendszerint a tigrisek maradtak alul. A források szerint a római nemesek, például Sulla, Pompeius és Julius Caesar egyszerre akár 400 oroszlánt is halomra ölettek a gladiátorokkal. Az utolsó vadon élő berber oroszlánt 1922-ben, Marokkóban lőtték le a túlzott vadászat miatt. Ma már csak állatkertekben él néhány tucatnyi példányuk, többé-kevésbé keveredve a többi alfajjal. 2005 augusztusában egy tudóscsoport nekilátott, hogy visszatelepítse az oroszlánokat Észak-Afrika vadvidékére.
A történelmi időkben Eurázsiában is éltek oroszlánok, a Balkántól (Héraklész egyik első hőstette is ehhez kapcsolódik) Kis-Ázsián és a Közel-Keleten át egész Indiáig. Magyarországon is számos lelet bizonyítja, hogy a Würm-glaciális után, az i. e. 5. évezredben, a kőrézkor idején viszonylag rövid ideig a Kárpát-medencére is kiterjedt a területük. Ezek az ázsiai oroszlán (Panthera leo persica) alfajhoz tartoztak. Nagy méretük és nappali életmódjuk könnyebben elejthetővé tette őket a vadászok számára, mint a tigriseket vagy a leopárdokat. Utolsó európai élőhelyük Görögország volt, ahonnan az 1. században tűntek el. Ázsiában a 20. század elejére haltak ki. Az utolsó vadon élő ázsiai oroszlánok ma csupán az Északnyugat-India területén levő Gir-erdőben fordulnak elő. A körülbelül 600 oroszlán mindössze 1412 km2 területen él a Gudzsarát állambeli menedékhelyen.
Állatkertekben a leggyakoribb nagymacska, azonban tiszta vérben csak az ázsiai oroszlánt és a fehér oroszlánt - a fokföldi oroszlánnak egy színváltozata - tenyésztik. Magyarországon szinte minden állatkertben megtalálható: Budapesten, Nyíregyházán, Debrecenben, Veszprémben, Pécsett,  Szegeden, Győrött, Jászberényben, Kecskeméten, Miskolcon, Gyöngyösön és Veresegyházon is látható.

## Alfajok
Az oroszlán alfajai közötti fő megkülönböztető jel a méret, a sörény és az élőhely. Az alábbiakban felsorolt formák közül néhányat a taxonómusok nem külön alfajként kezelnek. A genetikai hasonlóság azt mutatja, hogy minden napjainkban élő oroszlán egy kb. 55 000 évvel ezelőtt élt őstől származik, ezért egyesek minden afrikai oroszlánt egyetlen alfajnak tekintenek.
- Kelet-kongói oroszlán – Panthera leo azandica
- Katanga oroszlán vagy angolai oroszlán – Panthera leo bleyenberghi
- Hollister oroszlánja – Panthera leo hollisteri
- Dél-afrikai oroszlán – Panthera leo krugeri – Csak a Krüger Nemzeti Parkban és a Kalahari Gemsbok Nemzeti Parkban maradt fenn; a fokföldi oroszlán fehér színváltozata.
- Berber oroszlán – Panthera leo leo – Vadon kihalt.
- Maszáj oroszlán – Panthera leo massaicus
- Fokföldi oroszlán – Panthera leo melanochaita – 1860-ban kihalt.
- Kelet-afrikai oroszlán vagy núbiai oroszlán – Panthera leo nubica
- Ázsiai oroszlán – Panthera leo persica – Jelenleg mindössze 600 vad példánya él.
- Abesszin oroszlán – Panthera leo roosevelti
- Szenegáli oroszlán vagy nyugat-afrikai oroszlán – Panthera leo senegalensis
- Szomáli oroszlán – Panthera leo somaliensis
- Kalahári oroszlán – Panthera leo verneyi
- Barlangi oroszlán – Panthera leo spelaea – kihalt.
- Amerikai oroszlán – Panthera leo atrox – kihalt.
- Marozi – Panthera leo maclatus – valószínűleg kihalófélben
- Ceyloni oroszlán – Panthera leo sinhaleyus – kihalt

## Megjelenése

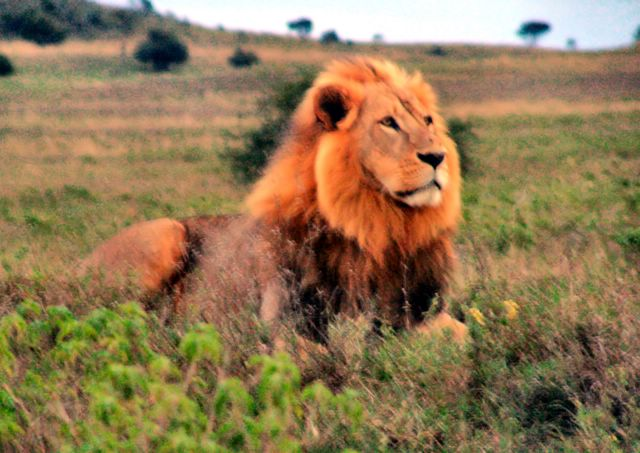
Figyelő hímoroszlán, Kenya

A kifejlett hím oroszlán könnyen felismerhető a sörényéről, a tömege 145,4–250 kilogramm (átlagosan 174–193,3 kilogramm). A nőstény kisebb, a tömege 83–182 kilogramm (átlagosan 119,5–139,8 kilogramm). A legnagyobb ismert vadon élt hím 272 kilogramm, a legnagyobb ismert vadon élt nőstény pedig 185,5 kilogramm tömegű volt. A vadon élő oroszlánok körülbelül 10–15 évig élnek, míg fogságban elérhetik a 20 éves kort is.

## Színváltozatok, mutációk

### Fehér oroszlán
Habár ritkaságszámba megy, és ezért nem is hallhatunk róla túl gyakran, fehér oroszlánok is léteznek Timbavatiban, Dél-Afrikában. A fehér oroszlánokban található recesszív gén felelős szokatlan színükért (ahogy a fehér tigriseknél is sok, az állatkertekben és állatbemutatókon szereplő fehér tigrist tenyésztettek ki ezzel a génnel). A fehér oroszlán azonban jelentős hátránnyal küzd, amikor vadászni indul: fehér színe ugyanis felfedi rejtekhelyét. A fehér oroszlán kihalóban lévő színváltozat, szaporodásuk ritkaságszámba megy, és mindössze kétszáz él belőlük a világon. Állatkertekben is ritka, fogságban mindössze 500 egyed él belőle. Magyarországon a Nyíregyházi Állatparkban, a Szegedi Vadasparkban, és a Győri Állatkertben és a Felsőlajosi Magánzoo-ban látható.

### Sörény

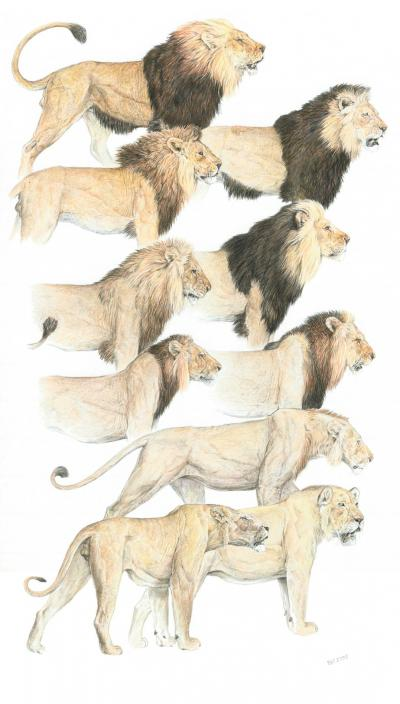
Oroszlánsörény típusok

A hím oroszlánok sörénye a faj legfeltűnőbb jellegzetessége. A hím egyednek egyéves kora körül kezd növekedni a sörénye. A sörény az életkorral sötétedik; nagysága és színe is függ a környezettől (például az átlaghőmérséklettől).  A sörény hossza és sötétebb színe a hímek közötti harcok sikerességéről tanúskodik: a hosszabb és sötétebb sörény hosszabb reprodukciós időszakot jelent, és több lehetséges utódot. A sörény megléte vagy hiánya, színe és mérete több dologtól függ: a hím oroszlán genetikai adottságaitól, nemi érettségétől, az éghajlattól és a tesztoszteron mennyiségétől. Általános szabály, hogy az adott környezetben a nagyobb, sötétebb sörény egészségesebb állatot jelez. A Serengeti nemzeti parkban a nőstényoroszlánok inkább a sűrűbb, sötétebb sörénnyel rendelkező hímeket választják ki párosodásra.
Elképzelések szerint a sörény elsődleges célja a nyak és torok védelme az átharapás ellen, ami a hímek közötti területi harcok során előfordulhat.
A hűvösebb éghajlatú európai és észak-amerikai állatkertekben a hím oroszlánoknak általában vastagabb sörényük van. Az ázsiai oroszlánoknak általában ritkább sörényük van, mint az afrikai oroszlánoknak.

#### Sörénytelen hím oroszlán

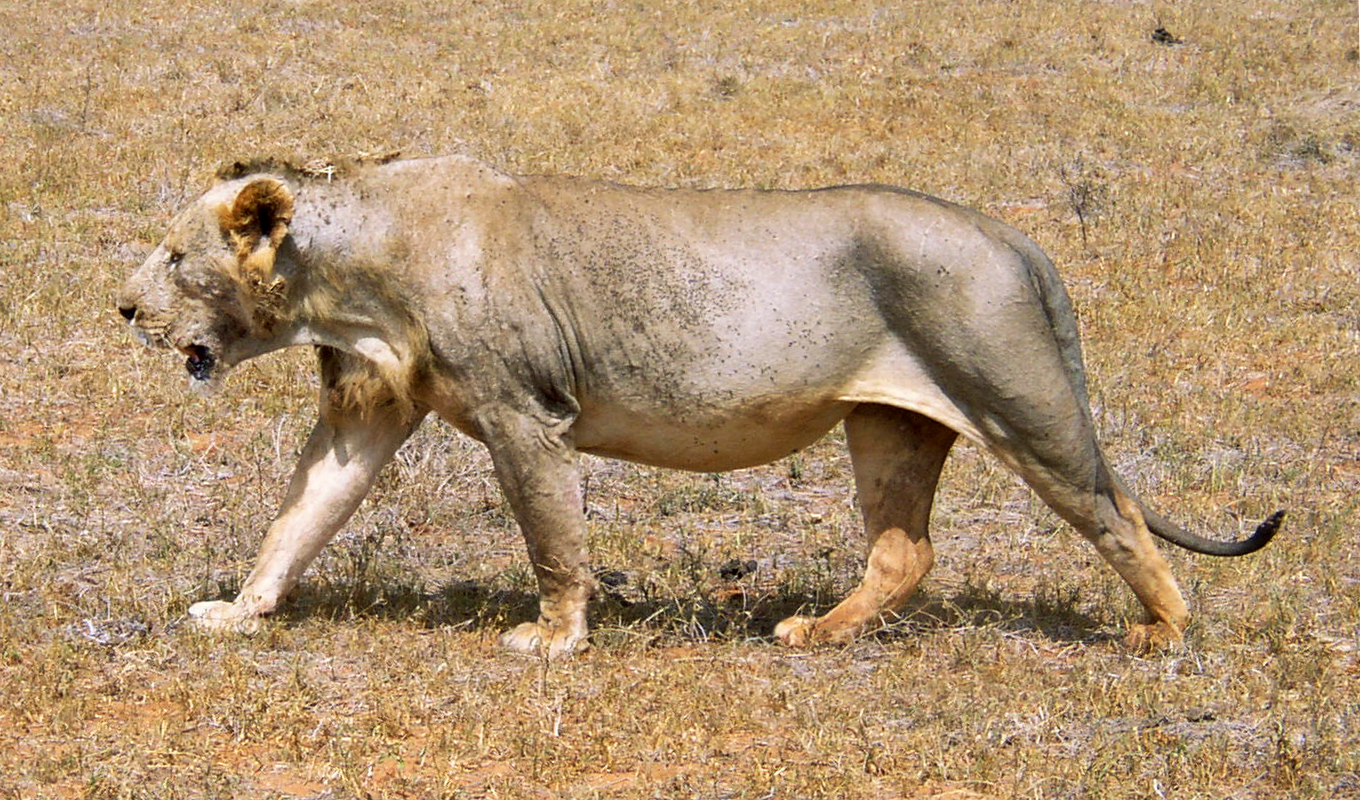
Sörénytelen hím oroszlán

Egyes nyugat-afrikai élőhelyeken, például a Pendjari nemzeti parkban a legtöbb hímoroszlánnak nincs, vagy jelentéktelen a sörénye.
Sörény nélküli hím oroszlánok vannak Szenegálban, Szudánban (a Dinder nemzeti parkban) és Kenyában a Tsavo nemzeti parkban.
A tesztoszteron mennyisége kapcsolatban van a sörény nagyságával, például a kasztrált hím oroszlán esetén a sörény csökkenni kezd. Észak Botswanában sörénnyel rendelkező nőstényeket figyeltek meg, amit a megnövekedett tesztoszteron szintjüknek tulajdonítanak.

## Életmódja

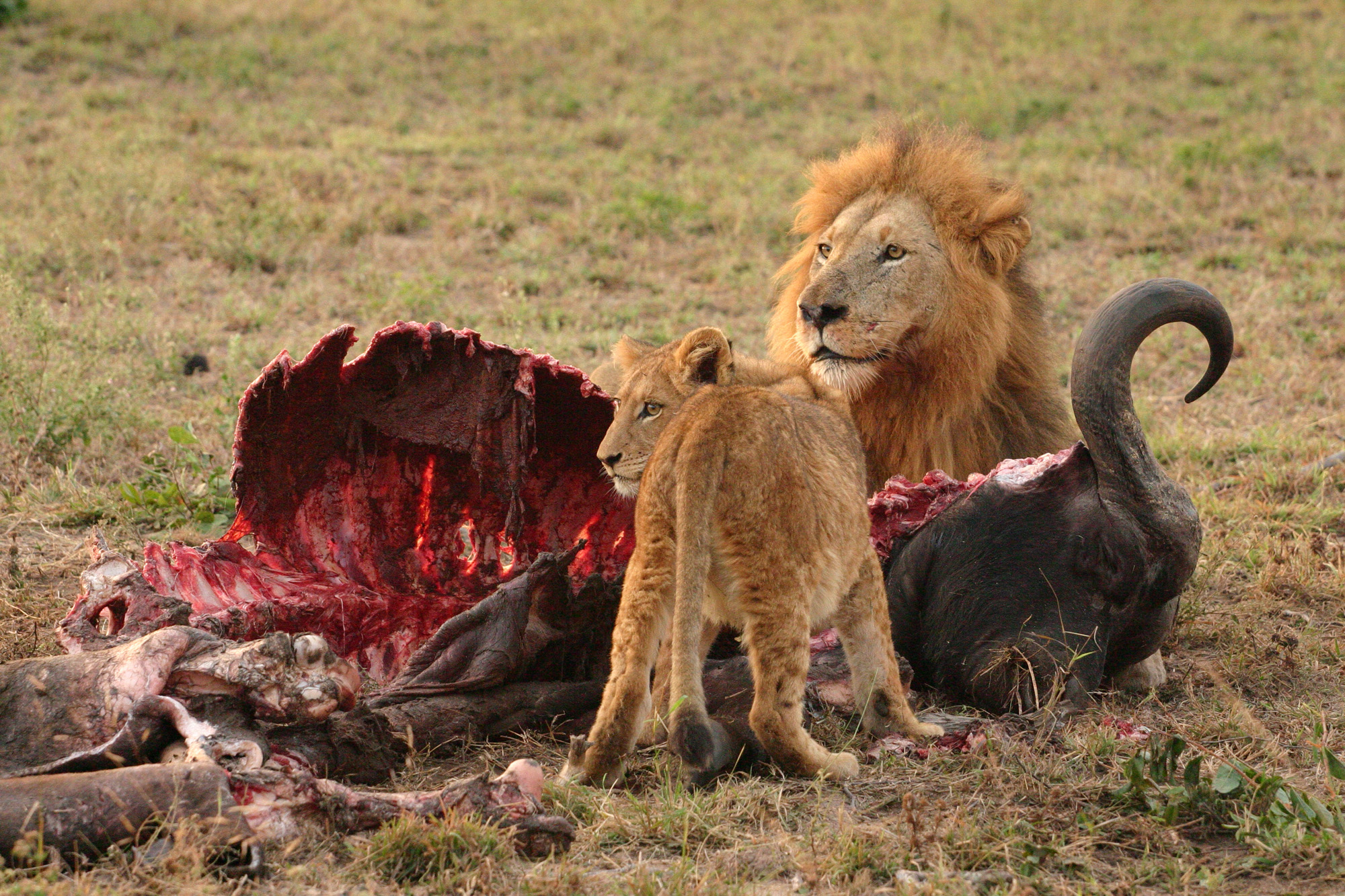
Az oroszlánok húsevő ragadozók

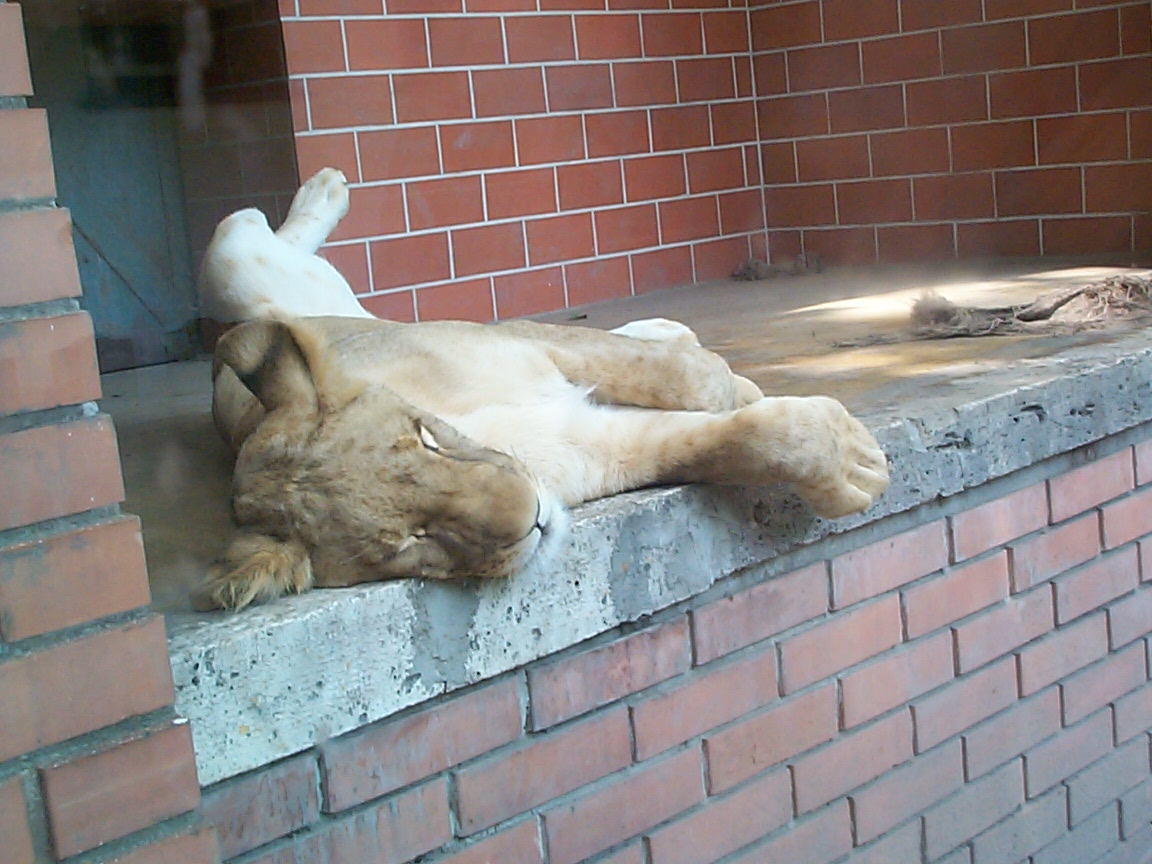
A „Bóbita” nevű kölyökoroszlán a budapesti állatkertben született, ma a Szegedi Vadaspark lakója

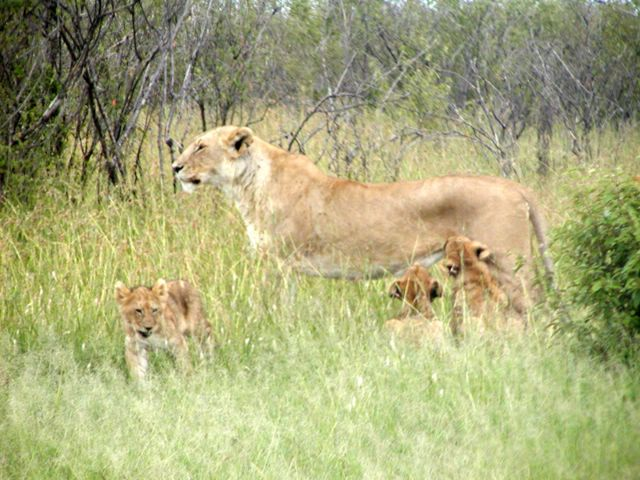
Anyaoroszlán kölykeivel

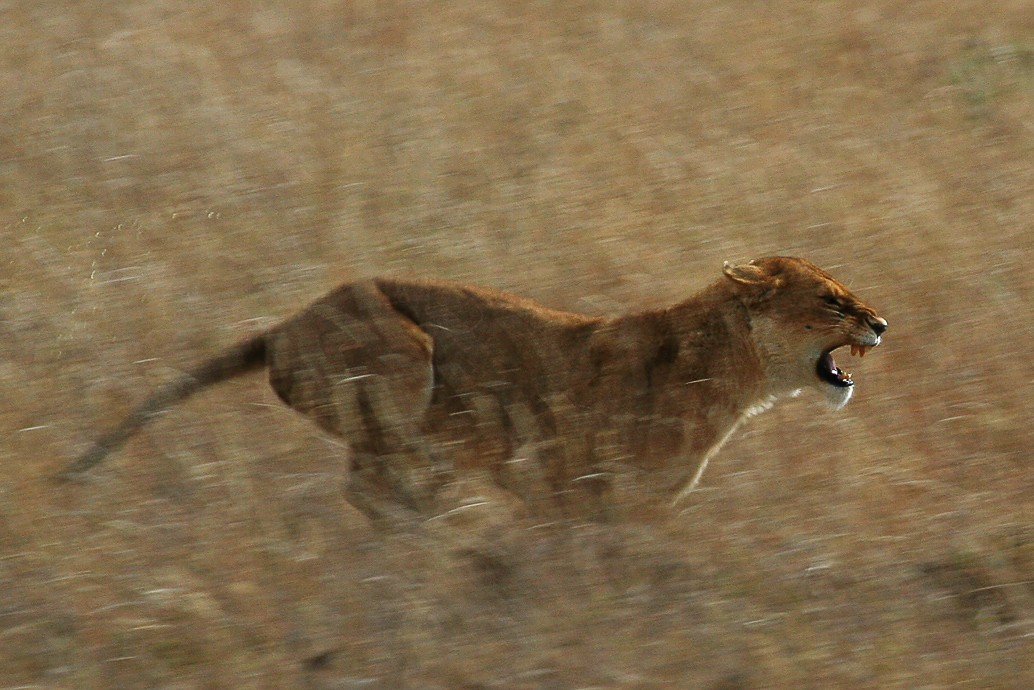
Vadászó nőstényoroszlán, Szerengeti (Tanzánia)

Az oroszlánok húsevő ragadozók, melyek különálló családban, ún. falkában élnek. A család nagyobb részben nőstényekből, kölykeikből és egy vagy több, egymással rokoni kapcsolatban álló, fiatal hímből áll. Rendszerint az egy falkába tartozó összes nőstény rokonságban áll egymással. A hímek és a nőstények is védik a falkát a betolakodóktól. A hímek általában nem tűrik meg a kívülálló hímeket, ahogy a nőstények sem a kívülálló nőstényeket. A hímeket kizárja a falka, vagy saját maguk hagyják el azt, amikor 2-3 éves korukban elérik az ivarérett kort. Amikor új hím veszi át a falka vezetését, gyakran megöl az előző alomból minden kölyköt, és azok anyjai ezután mintegy két héttel újra ivarzanak.
Az újszülött vagy fiatal oroszlánokat kölyköknek hívják. A nőstények egyszerre 1-4 kölyöknek adnak életet a 110 napig tartó vemhességet követően. A kölykök 1,2-2,1 kg közötti tömeggel születnek. Anyjuk a falkától kissé távolabbi menedékben hozza világra, és néhány hetente új helyre viszi őket, hogy a ragadozók a szaguk alapján nehezebben találják meg. A kölykök 6-7 hónapon keresztül szophatnak, utána elválasztja őket az anyjuk. Ebben az időszakban az anya egyedül vadászik. Sok kölyök éhen hal, másokat ragadozók támadnak meg, és a falkát átvevő hímek is sok kölyköt megölnek.
Mint minden nagymacska, az oroszlán is csúcsragadozó, ám a többi macskafélétől eltérően csapatban vadászik. Főleg zebrákat, antilopokat és kafferbivalyokat zsákmányol, de néhány falka rájött, miképp vadásszon zsiráfokra, valamint fiatal elefántokra. Leginkább a nőstények vadásznak. A vadászó oroszlán vagy leszorítja áldozata torkát, vagy pedig szájába fogja zsákmánya orrát és száját, hogy az megfulladjon; ezek a módszerek a kis és közepes méretű zsákmányok esetében működnek. A zsiráf és elefánt esetében a súlyos vérveszteség és végkimerültség okozza a halált. Az egyik oroszlán leköti a nagy zsákmányállat figyelmét, míg a többiek a halálos támadás lehetőségére várnak. A támadás lesből vagy éjszaka történik és gyorsan lezajlik, az oroszlán nem képes tartósan üldözni a kiszemelt zsákmányt.
A legtöbb zsákmányállat nyugodt marad, ha bizonyos távolságon kívül látja az oroszlánokat. Az oroszlánok, akárcsak a hiénakutyák, elsősorban az életképtelen egyedeket választják ki. Természetes ellenségeik az olyan ragadozók, mint a krokodilok, foltos hiénák, hiénakutyák és különösen más oroszlánok. Néhány zsákmányállat (zebrák, vízilovak, zsiráfok, kafferbivalyok, elefántok) rúgása, illetve taposása megbéníthatja vagy azonnal meg is ölheti őket.
Az oroszlán nem vonakodik a dögök fogyasztásától. Gyakran elkergeti a kisebb zsákmányejtő ragadozókat vagy azok kisebb csapatait, hogy elvegye prédájukat. Az oroszlánokat is elkergethetik a zsákmánytól az olyan ragadozók, mint a hiénák és a hiénakutyák, ha többen vannak. A többi macskaféléhez hasonlóan nagyszerűen látnak a sötétben, így éjszaka is hatékonyan tudnak vadászni. 
A nőstény napi átlagban 5 kg húst igényel, a hím 7 kg-ot.

### Emberevő oroszlánok
Míg az éhes oroszlán valószínűleg csak a közelébe kerülő embereket támadja meg, addig néhány (főként hím) oroszlán időnként emberi prédára vadászik. A legközismertebb a tsavói és a mfuwei emberevők esete. 
A néphagyományban az emberevő oroszlánokat néha démonoknak tekintették. A mfuwei és tsavói esetek is rendelkeznek néhány jellegzetességgel: az oroszlánok mindkét esetben a normálisnál nagyobbak voltak, nem volt sörényük és valószínűleg fogproblémáik lehettek. Néhányan úgy gondolták, hogy besorolatlan oroszlánfajjal van dolguk, vagy betegek lehettek és nem egykönnyen tudtak zsákmányt ejteni.

## Az oroszlán és más nagymacskák keresztezése
Az oroszlánok közismerten párosíthatók közeli rokonaikkal. Ezek a nagymacskahibridek szinte kizárólag csak fogságban jönnek létre. Az egyedüli ismert természetes hibrid az oroszlán és a leopárd kereszteződéséből létrejött marozi.
A tigrisekkel (leggyakrabban a szibériai alfajjal) létrehozható két új hibridet oroszgrisnek és tigroszlánnak nevezik – a hibrid nevét a két faj nevéből állítják elő úgy, hogy a hím állat fajnevének eleje kerüljön előre, a nőstény fajnevének vége hátulra.
A liger (lion+tiger) a hím oroszlán és a nőstény tigris párosításából ered. Mivel az oroszlán nagyságát befolyásoló gén öröklődik és a nőstény oroszlán növekedésgátló génje nincs jelen, a könnyen kiejthető angol szóval gyakorta „ligernek” nevezett hibridek nagyobbak lesznek szüleiknél. A ligerek mindkét szülő tulajdonságaiból örökölnek néhányat, imádják a vizet, amit a tigris szeret, az oroszlán pedig nem, viszont homokszínűek, akár az oroszlán. A hím ligerek meddők, ám a nőstény ligerek gyakran termékenyek.
A tigon (tiger+lion) a nőstény oroszlán és a hím tigris keresztezése. Mivel a hím tigris nem adja tovább a nagyságot örökítő gént, és a nőstény oroszlán nagyságot befolyásoló örökítő génje kerül az utódba, a tigonok gyakran kisebbek, legfeljebb 150 kilogrammosak, így körülbelül 20%-kal kisebbek az oroszlánoknál. Megjelenésük leginkább „házimacska-szerű”, bár a fülük kerek. A hím ligerekhez hasonlóan a hím tigonok is meddők, egyszerre pöttyösek és csíkosak, a szemük pedig sárga.
A nőstény liger és a nőstény tigon szaporodásra képes, és utódokat nemzhetnek, ha fajtiszta oroszlánnal vagy fajtiszta tigrissel párosítják őket.
Az oroszlán bizonyítottan keresztezhető a jaguárral is; az amerikai állatkertekben meglehetősen népszerűek a különféle nagymacskák hibridjei.

## Oroszlánok a kultúrában

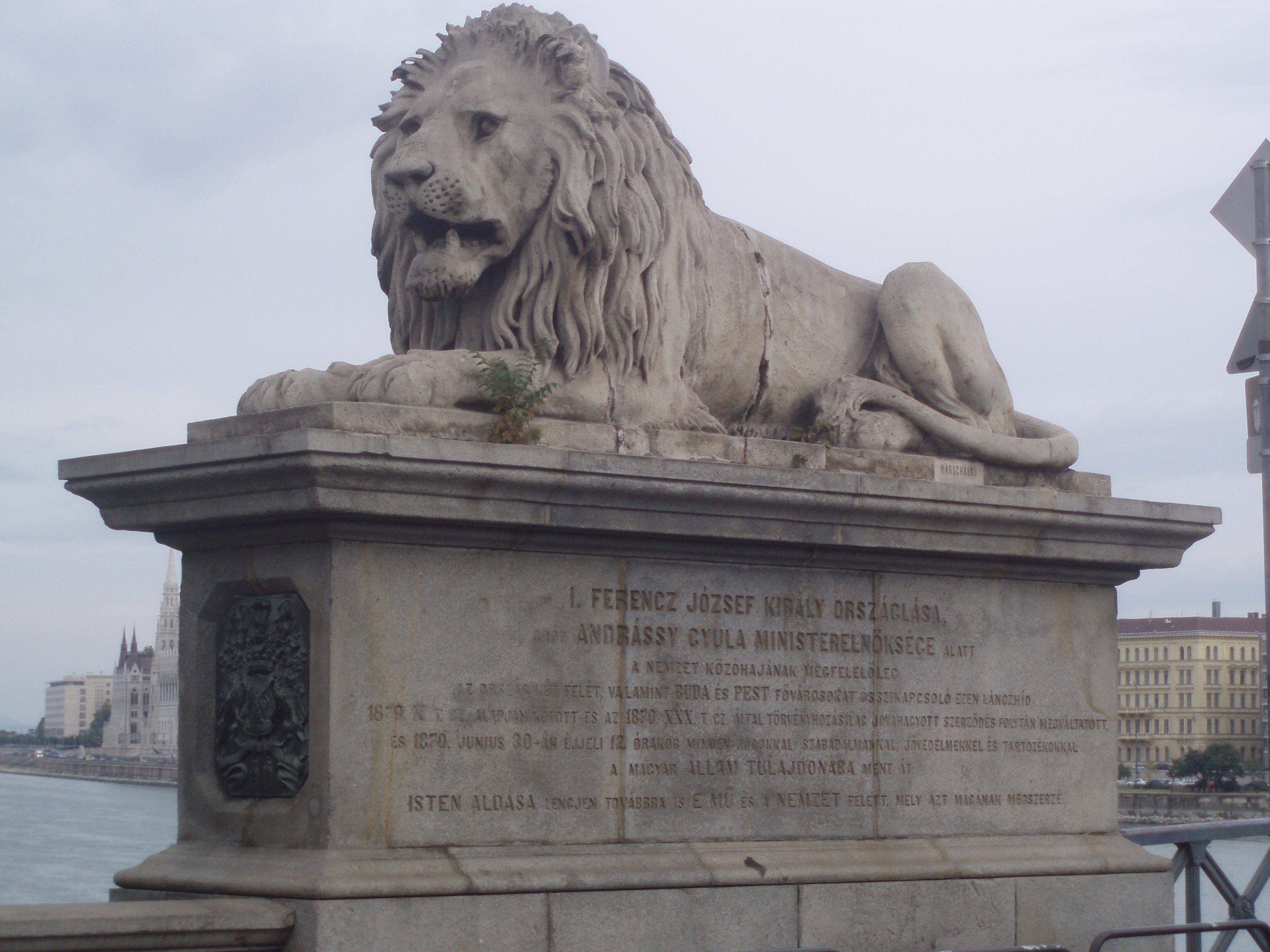
Kőoroszlán - Széchenyi lánchíd, Budapest

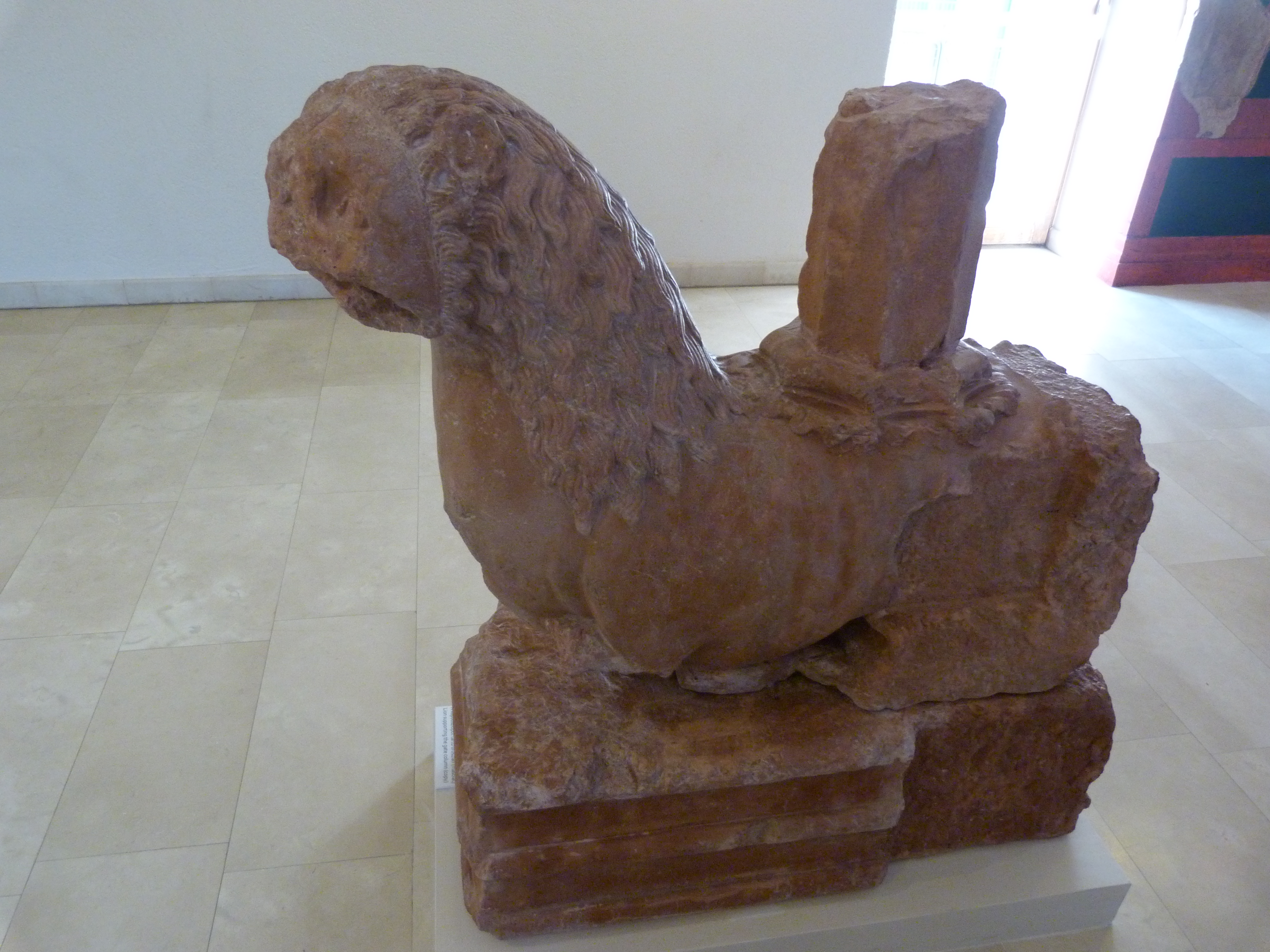
Oroszlán - Királyi Vár, Esztergom

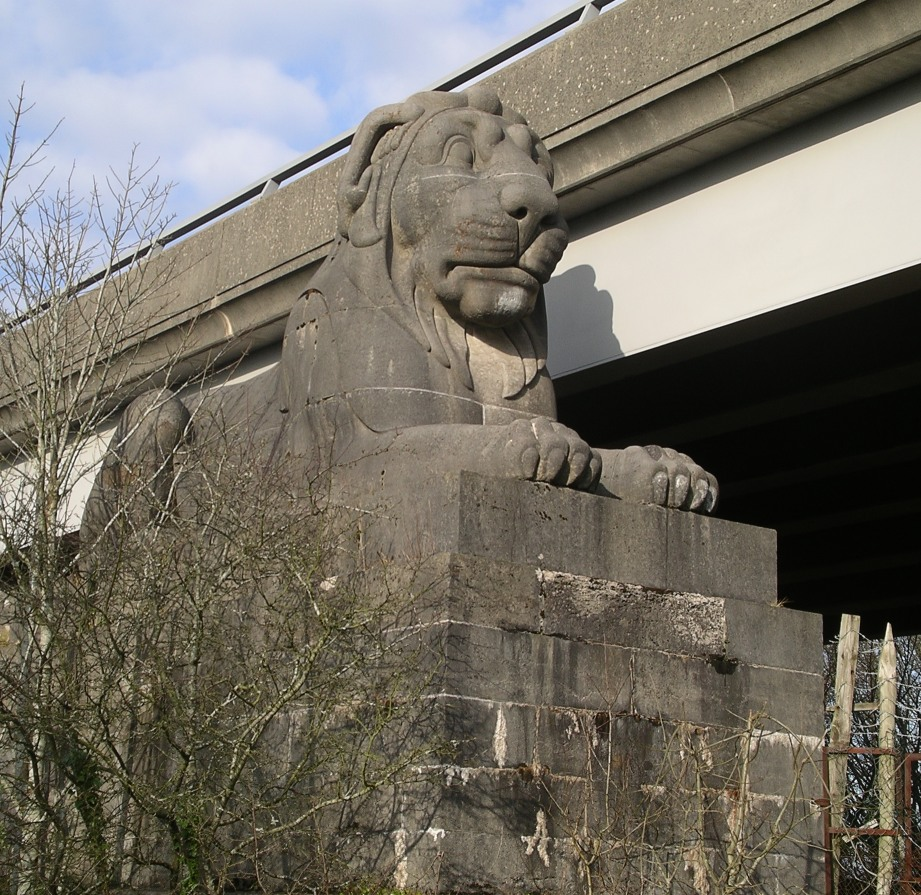
Őroroszlán-szobor, Britannia híd Walesben

Csehország címere

### Néphagyományok
- Habár az oroszlán nem honos Kínában, a kínai emberek úgy hiszik, hogy megóvja az embert a gonosz szellemektől, innen ered a kínai újév oroszlántánca, mellyel távol tartják a démonokat és a szellemeket. A legenda szerint az oroszlán a kínai állatöv tizenkét kiválasztott állata közé is tartozott, de a Nefrit Császár avagy az Ég Császára az emberek ellen elkövetett gonoszságai, vérengzései miatt száműzte őt és a győzedelmes Tigris lett az állatok királya, s őt tette a kínai állatöv harmadik állatjegyének tulajdonosává az oroszlán helyett.
- Az oroszlán Srí Lanka nemzeti zászlaján és címerén egyaránt megjelenik. Az oroszlán a szingaléz nép jelképe. A szingaléz nép nevének eredete: szingha = „oroszlán”. A helyi néphagyomány úgy tartja, hogy az első szingaléz királyok egyike, Vidzsaja herceg Szingabahu fia, akinek apja egy oroszlán volt.

### Oroszlánok a szobrászatban
Az oroszlán-ábrázolások széles körben elterjedtek a szobrászat terén, ahol a méltóságot és a félelemmel vegyes tiszteletet érzékeltetik. Híres példák a világ építészetéből: 
- Ókori Egyiptom: a gizai nagy szfinx (emberfejű oroszlán)
- Srí Lanka: a Szigirijához, a híres Oroszlán-sziklához vezető bejárat az Oroszlán-kapun vezetett keresztül, mely egy kőoroszlán szája. Az oroszlán mancsai napjainkban is láthatók. A hely egyike Srí Lanka hét világörökségének.
- Kína: az oroszlánt gyakran ábrázolják a kínai építészetben, szobrászatban. Többek között a Pekingben található Tiltott Városban két oroszlánszobor látható majdnem minden bejárat előtt (kutyafejű oroszlánok).
- Magyarország: a 19. századi szobrászat kedvelt témája. Híresek például a Lánchíd és a Parlament kőoroszlánjai Budapesten.
- Anglia: Lord Nelson emlékműve a londoni Trafalgar téren.
- Wales: a Menai-szorost átszelő Britannia híd bejárata.
- Amerikai Egyesült Államok: Türelem és Kitartás, a New York-i Közkönyvtár főépületénél található hatalmas kőoroszlánok, melyek egyben a New York-i közkönyvtár-hálózat jelképei.

### Címeroroszlánok
Az oroszlán gyakori ábra a heraldikában, hagyományosan a bátorságot, hősiességet és erőt szimbolizálja.
A címeroroszlánok vagy leopárdok (a korai heraldika mindkét szót használta) a következő pózokban fordulnak elő: hátsó lábain ágaskodó, szembenéző, hátrafelé néző, lépkedő, álló, fekvő, ágaskodó, ülő, alvó oroszlán.
A heraldika mai álláspontja szerint az oroszlán csak rendesen növő alakban ábrázoltatik, hátsó lábain állva, jobb első lábát felemelve. Heraldikai színei vörös vagy arany, ritkábban fekete, s csak elvétve más színű. Karmai elütő színűek, így ha az oroszlán ércszínű, karmai vörösek vagy kékek, ha pedig a test színes: akkor arany vagy ezüst színűek, de a pajzs, illetve mező színétől mindig elütő; a fogak és a szemek általában ezüstösek, de ha a mező ezüst, akkor színesek. Az oroszlánt rendszerint koronával a fején ábrázolják. Heraldikai tekintetben a korona mindig nyílt, karikán egy egész és két fél háromleveles dísszel. Teljesen hibásak a zárt koronák. Elhelyezés tekintetében a korona függőlegesen legyen a fejen, lehetőleg a pajzs hosszvonalának megfelelően. A korona kivételével minden előző feltételnek megfelelő címerállat tekinthető kizárólag oroszlánnak, minden más nagymacskához hasonló ábra (még ha sörényes is, ám például nem ágaskodik) leopárdnak tekintendő.

### Oroszlánok a médiában
- Talán a leghíresebb oroszlán az, amelyik a Metro-Goldwyn-Mayer filmstúdió filmjeinek kezdetekor üvölt egyet. Az ING jelképe is az oroszlán.
- Tezuka Oszamu készített egy rajzfilmet, melynek címe Kimba, a fehér oroszlán. Egy kis oroszlánkölyökről szól, aki szülők nélkül nőtt fel és összefog barátaival, hogy túljárjanak a vadászok és más ragadozók eszén.
- A Leo és Fred című magyar rajzfilmsorozat címszereplői Leo, a cirkuszi oroszlán és Fred, az idomárja.
- 1994-ben, a Disney készített nagy sikerű rajzfilmet Az oroszlánkirály címmel.
- A DreamWorks 2005-ös, Madagaszkár című rajzfilmjének egyik főhőse Alex, az oroszlán.
- Az oroszlán a buldog mellett a brit emberek kedvelt jelképállata. Az 1966-os, Angliában tartott labdarúgó világbajnokság és az 1996-os angliai labdarúgó Európa-bajnokság kabalafigurája volt. A 2006-os németországi labdarúgó világbajnokságnak szintén az oroszlán lett a kabalája „Goleo” személyében.
- Oroszlánnal nagyon sok egyéb terméket, szolgáltatást is reklámoztak, így például biztosítót, bankot, jégkrémet.

### Gépjárműipar
- A Peugeot gépkocsimárka emblémája egy oroszlánt ábrázol, amely a mindenkori kordivatnak megfelelő változtatások szerint vagy a négy lábán áll, vagy két lábon lépked, vagy éppen csak a feje látható.

## Ajánlott irodalom
- Joy Adamson: Oroszlánhűség
- Joy Adamson: Elza és kölykei (film is készült belőle)
- C. A. W. Guggisberg: Simba, the Life of the Lion (1961)

### Magyar nyelven
- Nagymacskák.lap.hu - linkgyűjtemény
- Ilyen állat nincs – az Index riportja az egyetlen magyarországi liger operációjáról; áttekintés a nagymacskahibridekről.
- Az oroszlánsörény nagyságát a klíma befolyásolja

### Angol nyelven
- A faj szerepel a Természetvédelmi Világszövetség Vörös Listáján. IUCN. (Hozzáférés: 2011. augusztus 28.)
- Afrikai állatok adatbázisa
- Oroszlánfotók és adatok
- Oroszlán/tigris összecsapása
- Ókori oroszlánvadászatok
- Oroszlánok a zsidó művészetben
- Oroszlánok a heraldikában
- Heraldic dictionary. Positions of Beasts as Exemplified by Lions
- THE HERALDIC BLAZON. THE LION RAMPANT OF SCOTLAND Archiválva 2021. január 25-i dátummal a Wayback Machine-ben